# Forcipomyia araneivora
Forcipomyia araneivora är en tvåvingeart som beskrevs av Clastrier och Legrand 1991. Forcipomyia araneivora ingår i släktet Forcipomyia och familjen svidknott.
Artens utbredningsområde är Guinea. Inga underarter finns listade i Catalogue of Life.